# Halle-Buizingen
Halle-Buizingen est une course cycliste sur route féminine. Elle a lieu pour la première fois en 2010 au niveau amateur. En 2011 et 2012 elle est classée par l'UCI en 1.2, et n'a plus eu lieu depuis.

## Palmarès
| Année | Vainqueur     | Deuxième         | Troisième        |
| ----- | ------------- | ---------------- | ---------------- |
| 2010  | Jennifer Hohl | Désirée Ehrler   | Sanne Bamelis    |
| 2011  | Martine Bras  | Liesbet De Vocht | Ludivine Henrion |
| 2012  | Chloe Hosking | Emma Johansson   | Liesbet De Vocht |